# ألان كول (كاتب سيناريو)
ألان كول (بالإنجليزية: Allan Cole)‏ (و. 1943 – 2019 م) هو كاتب سيناريو، ومؤلف، وروائي، وكاتب، وكاتب خيال علمي، وصحفي أمريكي، ولد في فيلادلفيا، توفي في بوكا راتون، عن عمر يناهز 76 عاماً، بسبب سرطان.

## وصلات خارجية
- ألان كول على موقع IMDb (الإنجليزية)
- ألان كول على موقع ميوزك برينز (الإنجليزية)
- ألان كول في قاعدة بيانات الأفلام على الإنترنت